# 武夷山职业学院
武夷山职业学院是位于中国福建省武夷山市的民办全日制综合性普通高等院校，学院成立于2007年。
学院设有餐旅管理系、茶学系、工程系、经济系、基础部5个系部。